# يوجي تاكيشيما
يوجي تاكيشيما (باليابانية: 竹嶋 裕二) (مواليد 11 يونيو 1999) هو لاعب كرة قدم ياباني.

## وصلات خارجية
- يوجي تاكيشيما على موقع رابطة كرة القدم اليابانية للمحترفين (اليابانية)
- يوجي تاكيشيما على موقع قاعدة بيانات كرة القدم.إي يو (الإنجليزية)
- يوجي تاكيشيما على موقع Soccerway.com (الإنجليزية)
- يوجي تاكيشيما على موقع عالم كرة القدم.نت (الإنجليزية)